# Onésime aime les bêtes
Pour plus de détails, voir Fiche technique et Distribution.
Onésime aime les bêtes est un film muet français réalisé par Jean Durand et sorti en 1913.

## Synopsis
Onésime, en l'absence de ses oncle et tante, doit garder les animaux qu'ils possèdent. Aimant trop la nature et les bêtes, il les installe à l'intérieur de la maison tant et si bien que le salon, les chambres et dépendances sont envahis de chevaux, cochons, vaches, poulets... De retour, l'oncle et la tante le mettent à la porte, lui et sa ménagerie, mais il trouvera le bonheur dans les bras de sa cousine Marthe.

## Fiche technique
- Titre : Onésime aime les bêtes
- Réalisation : Jean Durand
- Scénario : Henry de Brisay
- Opérateur : Paul Castanet
- Décors : Robert-Jules Garnier
- Pays d'origine : France
- Format : Noir et blanc — 35 mm — 1,37:1 — Muet
- Métrage : 150 mètres
- Genre :  Comédie
- Durée : 5 minutes
- Programme : 4270
- Dates de sortie :
  -  France : 9 mai 1913

## Distribution
- Ernest Bourbon : Onésime
- Gaston Modot : Le domestique des beaux-parents
- Edouard Grisollet : Le concierge qui amène le courrier
- Sarah Duhamel : La tante Pétronille Mochard
- (?) : L'oncle Mochard
- (?) : La cousine Marthe